# Cunnilingus
Le cunnilingus (ou cunnilinctus) est une pratique sexuelle orale qui consiste à stimuler les différentes parties de la vulve à l'aide de la langue, des lèvres ou du nez. Il est utilisé soit comme préliminaire, soit comme acte sexuel à part entière. Dans les deux cas il peut mener jusqu'à l'orgasme.

## Étymologie et terminologie
Dans les sources grecques, les termes cunnilingus et fellation sont désignées par le même verbe arrêtopoeîn, « faire des choses que l’on ne peut pas nommer ». Cette périphrase révèle le tabou de la sexualité orale dans le monde grec ancien.
Les termes français cunnilingus et cunnilinctus proviennent du latin cunnilingus, de cunnus, con, vulve, et lingere, lécher,. Alors que le mot cunnilingus désigne en latin la personne qui se livre à l'opération,, en français et en anglais il désigne l'opération elle-même,.

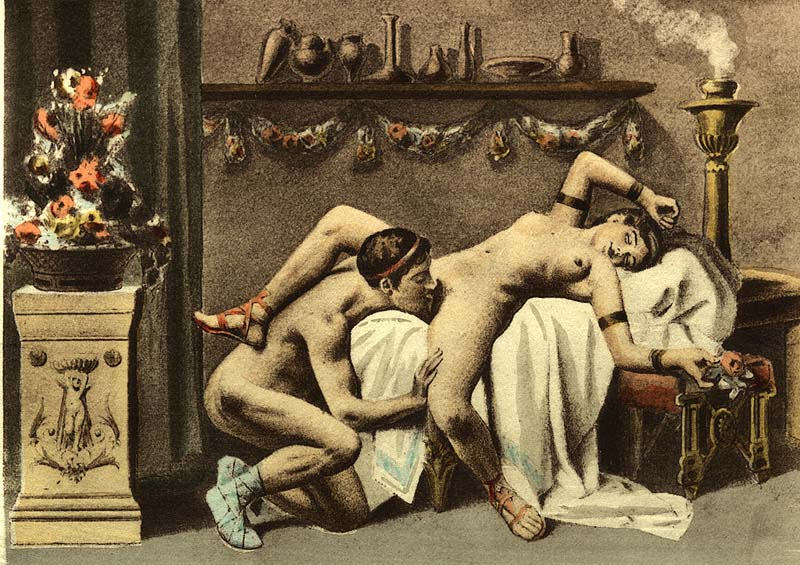
Illustration de Paul Avril dans le Manuel d’érotologie classique (De Figuris Veneris) de Friedrich Karl Forberg, 1906.

Cette pratique est aussi désignée familièrement en français par de nombreuses locutions telles que sucer, manger, dévorer la chatte ou le minou, manger la fleur, croûter le cul, bouffer le cul, le chat, la craquette ou la moule, manger du gigot à l'ail, sucer la praline, lécher, brouter, brouter la moule, le cresson ou le gazon, tondre le gazon, faire un barbu, aller ou faire une descente au barbu,, pratiquer une tyrolienne, donner sa langue au chat, faire une langue, faire mimi, faire minon-minette, gamahucher,, ou spécifiquement lorsque les partenaires sont des femmes, gougnotter. Les Haïtiens utilisent le terme ti-bœuf pour une fellation ou un cunnilingus.

## Description
Le cunnilingus est une caresse bucco-génitale consistant à stimuler la vulve et le clitoris, généralement avec la bouche, les lèvres ou la langue. Il peut offrir à celle qui la reçoit une large gamme de sensations pouvant mener jusqu'à l'orgasme, la sensibilité du clitoris, notamment, étant très importante. Certaines femmes n'y trouvent pas d'attrait ou sont rebutées par la proximité du visage du partenaire. 

### Considérations générales
Un lavage du sexe à l'eau, éventuellement avec de l'huile d'amande douce ou une lingette intime, permet d'éviter les odeurs et de limiter le risque de transmission de maladies sexuellement transmissibles. D'une manière générale, une bouche contient plus de germes que le sexe féminin. Certaines femmes sont préoccupées par la propreté de leur sexe et peuvent en conséquence être rebutées par le cunnilingus ou être sur la retenue pendant l'acte. L'apparence, l'odeur et le goût des organes génitaux féminins peuvent rebuter le partenaire. Par choix personnel, une femme peut épiler partiellement ou totalement son maillot si son partenaire est gêné par les poils des grandes lèvres ou du pubis. La pilosité faciale masculine peut irriter la vulve. 
L'écartement des lèvres avec les doigts permet d'explorer plus facilement la région du clitoris. La stimulation du clitoris peut se faire à travers le capuchon, par la tige ou par le gland du clitoris, ce dernier pouvant être sucé. Il est également possible de stimuler les petites lèvres et le vestibule vulvaire dont l'entrée du vagin. La langue peut ainsi mimer la pénétration. Un ou plusieurs doigts ou un jouet sexuel peuvent être insérés dans le vagin pendant le cunnilingus pour augmenter le plaisir. La caresse buccale peut être accompagnée de la caresse d'autres zones érogènes. « La femme a avantage à guider son partenaire pour ce qui est des mouvements, des pressions et du rythme qu'elle préfère ». Certaines techniques plairont à certaines et pas à d'autres.
L’utilisation de la salive ou de lubrifiant est courante et permet une stimulation douce et fluide. Pendant un cunnilingus, les parois du vagin peuvent se lubrifier en produisant un liquide appelé sécrétions vaginales ou liquide frontal. Certaines femmes produisent un liquide, l'éjaculat, qui sort de l’urètre lors de l’orgasme.

### Positions pour la pratique

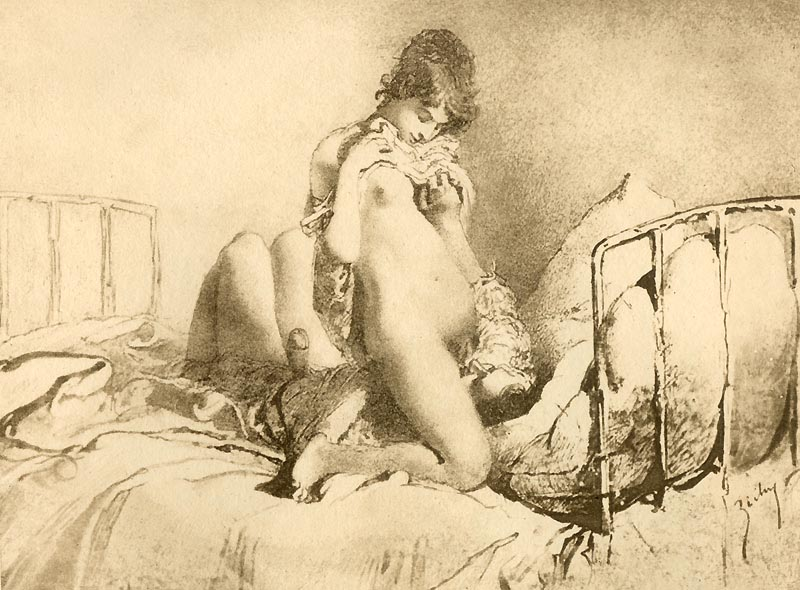
Facesitting, illustration de Mihály Zichy, vers 1911.

Le cunnilingus se pratique dans différentes positions sexuelles ; que ce soit debout, couché, assis, de dos, de face, de côtés, ou encore en position 69. L'autocunnilingus requiert un degré élevé de flexibilité que seuls les contorsionnistes peuvent atteindre,,,. L'autocunnilingus n'a pas été documenté de façon fiable en recherche. Cependant, cette pratique a été rapportée comme étant un fantasme auto-destructif.

## Risques médicaux

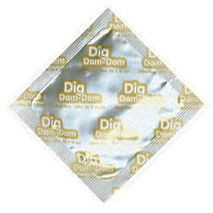
Une digue dentaire.

### Infections sexuellement transmissibles
Comme toute relation sexuelle, il existe un risque de maladies sexuellement transmissibles, principalement pour la personne qui l'administre. Dans le domaine du sexe oral, la fellation est une pratique sexuelle plus à risque que le cunnilingus. 
Les risques de transmission sont élevés pour l'herpès, la syphilis, le papillomavirus humain, moyens pour la chlamydia, la gonorrhée, l'hépatite B, absents pour l'hépatite A. Cette pratique semble favoriser le cancer buccopharyngé à cause de la transmission des papillomavirus humain et particulièrement du HPV-16. Le risque de transmission du sida est très faible,. Il peut survenir, par exemple, en cas de saignements chez les deux partenaires.
Il est possible de se protéger en découpant un préservatif masculin vaguement parfumé et non lubrifié pour la bouche, avec un préservatif féminin ou avec des digues dentaires à poser sur la bouche ou la vulve,,. Un lubrifiant à base d’eau, ou compatible avec la matière de la digue, notamment sans huile, peut être apposé sur la vulve avant d’y poser le carré en latex.

### Pneumopéritoine
De l’air peut pénétrer dans le vagin, par insufflation volontaire lors d’un cunnilingus par le partenaire, provoquant parfois des complications graves. Il peut alors se produire un pneumopéritoine massif, causé par l’entrée d’air dans la cavité péritonéale via la cavité vaginale. La présence d’air provoque l’irritation du péritoine, la fine membrane qui tapisse les parois de la cavité abdominale et enveloppe les organes abdominaux, ce qui entraîne des douleurs abdominales diffuses.

## Évolution de la pratique dans le monde occidental

### Antiquité grecque et romaine
Au temps de la Grèce antique, la sexualité orale est, dans les écrits, l'objet d'une autocensure, de rares allusions et de demi-mots. Il est utilisé pour la désigner le même verbe arrêtopoeîn, « faire des choses que l’on ne peut pas nommer ». Au Ve siècle av. J.-C., pour déconsidérer la musique nouvelle produite par Ariphradès qu'il considère comme lascive, Aristophane détourne le topos du poète qui reçoit sur ses lèvres l'inspiration par la rosée de la Muse ou le miel des abeilles. Il fait d'Ariphradès l'inventeur du cunnilingus, un lécheur de rosée, ici la cyprine, allant chercher l'inspiration de lupanar en lupanar. Pour autant, plusieurs siècles plus tard, selon Artémidore (IIe siècle de notre ère), rêver d’arrêtopoieîn n’est pas de mauvais augure pour « ceux qui se procurent leurs ressources par le moyen de la bouche, je veux dire les flûtistes, les trompettistes, les orateurs, les sophistes et tout ce qu’il y a d’autres professions semblables ».

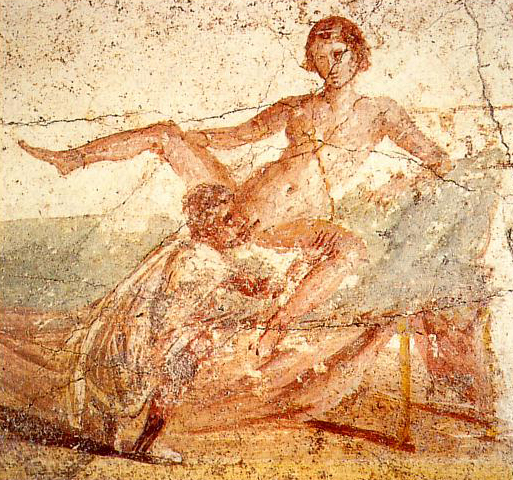
Cunnilingus sur une fresque des thermes suburbains à Pompéi, I.

Sous l'Empire romain, l’homme libre, donc dominant socialement, doit l'être également physiquement, et se servir du corps de l'autre pour son propre plaisir, pénétré et ne pas être pénétré. Le cunnilingus est considéré comme la pratique sexuelle la plus ignominieuse pour l'homme libre. Le cunnilinctor (celui qui pratique le cunnilingus) se met en position d’infériorité en prodiguant du plaisir à une femme par une caresse qui ne mène pas à son propre plaisir physique. En outre, le plaisir est donné sans le recours au viril pénis et avec la bouche, organe permettant de s’alimenter, de s’exprimer et donc d'assurer ses devoirs civiques en prenant la parole en public. La bouche utilisée comme un outil sexuel est donc souillée, incompatible avec l'exercice du devoir civique. Le cunnilingus est la conséquence d'une recherche excessive du plaisir, d'un manque de contrôle de soi, d'une défaillance morale qui aboutit à une impureté. 
Les représentations picturales de cunnilingus sont très rares. Deux se trouvent dans le vestiaire des thermes suburbains de Pompéi (it) où elles illustrent les perversions sexuelles. Que ce soit dans les nombreuses allusions au cunnilingus dans l’œuvre de Martial (Ier siècle), dans les œuvres d'orateurs et écrivains antiques, dans les graffitis de Pompéi où il est utilisé pour des injures et des plaisanteries obscènes, tous expriment le dégoût et l’opprobre qui rejaillit sur celui qui la pratique,. Suétone (fin Ier siècle - début IIe siècle) attribue cette perversité parmi d'autres dépravations à l'empereur Tibère. Dans les épigrammes de Martial, le lécheur de vulve est la victime d’une punition de Vénus, s’expose à d’étranges maladies, à avoir mauvaise haleine. L'amante a du mal à marcher à cause de ses parties génitales irritées. Cette pratique contrevient à l'honneur des femmes et des hommes. Un graffiti pompéien particulièrement virulent indique « Popilus ut canis cunnum lingis » (Popilus, tu lèches la vulve comme un chien). L'homme n'est plus viril, il est un animal soumis se comportant comme un chien en unissant sa bouche à une partie du corps réservée à l’évacuation des déchets corporels.

### Moyen Âge et époque moderne

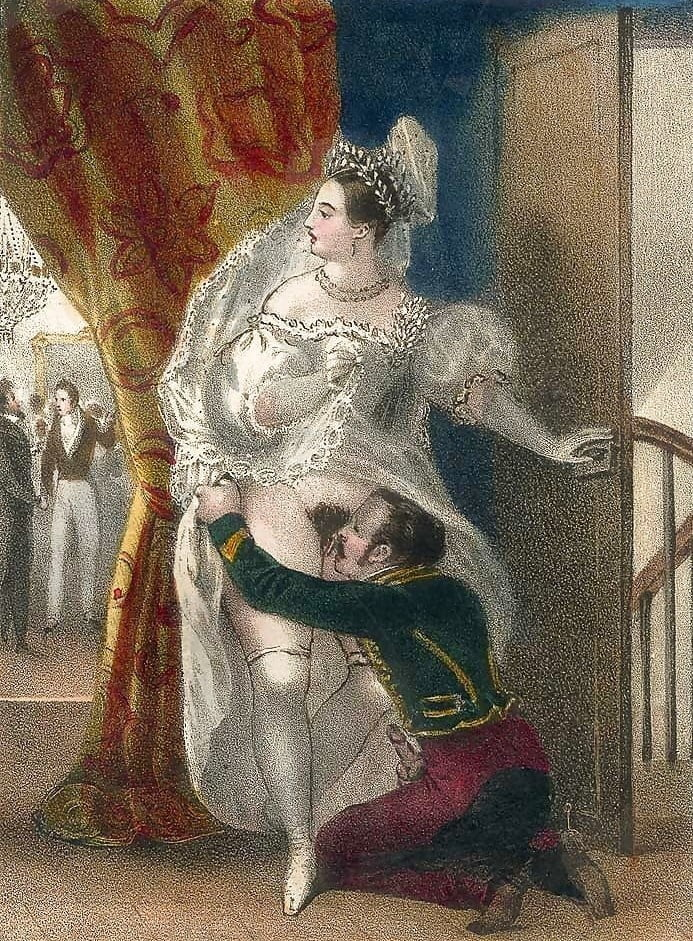
Cunnilingus en position debout, illustration d'Achille Devéria, 2e quart ou milieu XIXe siècle.

Les rapports oraux sont pratiquement absents des écrits médiévaux,. On trouve mention du cunnilingus dans une nouvelle du florentin Franco Sacchetti (XIVe siècle) où la situation est tournée en ridicule. La religion chrétienne dont le poids est important, n'envisage l'acte sexuel que dans le but de la procréation. Tout acte sexuel « contre nature » est un péché,. Pour autant, les pratiques réelles en matière de sexualité des populations médiévales sont inconnues. 

Dans les lettres de Napoléon Bonaparte à sa femme, Joséphine de Beauharnais, des passages font allusion au cunnilingus : 

« Un baiser plus bas, plus bas que le sein. […] Tu sais bien que je n'oublie pas les petites visites ; tu sais bien, la petite forêt noire. Je lui donne mille baisers et j'attends avec impatience le moment d'y être. »

### Époque contemporaine

#### Pratique controversée
Depuis l’origine de la sexologie et jusqu’à la révolution sexuelle, le cunnilingus était considéré comme une perversion de l’instinct sexuel, « instinct » qui « normalement » ne devait produire que des activités sexuelles permettant la reproduction. En 1952, le cunnilingus — avec la masturbation et la fellation — faisait partie des comportements pathologiques dans la première édition du manuel diagnostique et statistique des troubles mentaux.

#### Libéralisation de l'acte
Les recherches sociologiques ont montré que l'exposition à la deuxième vague féministe et à la libération sexuelle ont, à partir des années 1970, rendu les hommes plus favorables aux femmes. Plus sensibles aux besoins de leur partenaire, ils sont plus ouverts à la pratique du cunnilingus et au report de leur propre plaisir. La diffusion du cunnilingus s'inscrit dans un mouvement général de dissociation de la sexualité et de la procréation. Selon la sociologue américaine Lauren Rosenwarne, ces mouvements sociétaux ont abouti au fait que les hommes ont intériorisé le fait que le cunnilingus est un acte attendu. S'il peut être perçu comme émasculant, le pénis n'entrant pas en jeu, ou parce qu'il induit que l'homme se préoccupe du plaisir d'une femme, qu'il la serve sexuellement, cette pratique peut aussi être perçue comme rendant l'homme plus masculin en témoignant de sa capacité à satisfaire sexuellement sa partenaire. Il est alors un amant accompli et son estime personnelle peut s'en trouver renforcée. Dans les années 1970, le rapport Hite sur la sexualité américaine met en évidence que les hommes comme les femmes perçoivent le cunnilingus comme un préliminaire à la pénétration vaginale par le pénis et non comme un acte sexuel à part entière. Cette perception est encore importante au début du XXIe siècle dans les sociétés occidentales.

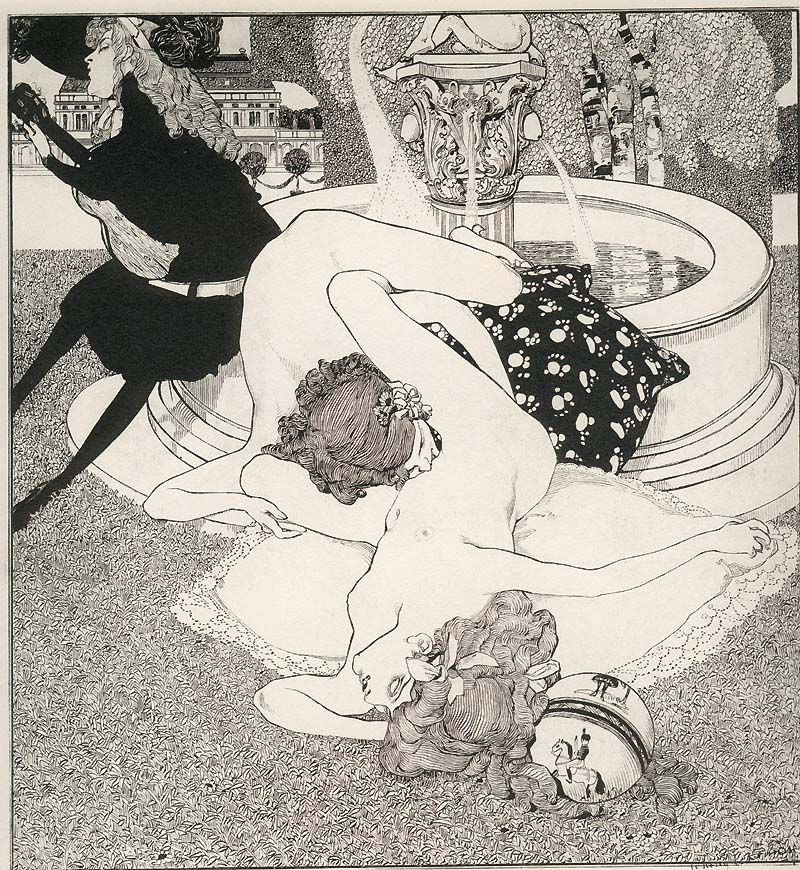
Dessin érotique typique du décadentisme par Franz von Bayros, vers 1907-1913.

La sexualité orale connaît en France depuis les années 1970 et 1980 une croissance spectaculaire et est devenue dans les années 2000 une composante ordinaire du répertoire sexuel,. Ainsi, au début des années 2000, d'après les résultats d'une enquête auprès de plus de 12 000 personnes des deux sexes, la population française présente une sexualité plus fréquente mais aussi plus diversifiée qu'auparavant. Le cunnilingus est pratiqué par une large partie de la population, notamment des plus jeunes, que ce soit dans le cadre d'activités sexuelles dans lesquelles s'intègre la pénétration vaginale ou non. Plus de la moitié de la population déclare l'avoir pratiqué parfois ou souvent dans les douze derniers mois. La proportion atteint jusqu'à 70 % pour la classe d'âge 25 à 49 ans — elle était de 20 % en 1970 —. Plus de 85 % des femmes l'ont expérimenté — 89 % en 2019 — et la pratique gagne en régularité avec le nombre de partenaires. La pratique du cunnilingus est un peu plus faible chez les chrétiens affirmés et nettement plus faible parmi les musulmans affirmés. 
D'après l'enquête de 2000, au sein de la relation hétérosexuelle, la sexualité orale est très majoritairement réalisée avec envie et avec une grande réciprocité, — c'est déjà le cas dans une enquête française de 1992 —, et ce d'autant plus qu'elle est fréquente. L'échange des plaisirs est devenu une norme partagée, même si le partenaire préfère généralement recevoir ce type de caresse que de la donner, les hommes apparaissant un peu plus altruistes. Deux études américaines laissent penser que les femmes qui accordent la priorité à leur propre plaisir sexuel reçoivent davantage de cunnilingus. En France, les personnes s'adonnant à la sexualité orale sont également celles qui pratiquent le plus souvent la pénétration vaginale et la pénétration anale alors que ces liens n'existaient pas en 1992. En 2014, 30 % des Françaises ont très facilement atteint l'orgasme par le moyen du cunnilingus et 35 % jamais ou très rarement.
Dans une étude canadienne, 89 % des hommes hétérosexuels et bisexuels ont pratiqué le cunnilingus. 94 % d'entre eux l'ont apprécié. Parmi ces derniers, 76 % le pratiquaient souvent ou très souvent. Les raisons invoquées pour ne pas le pratiquer comprenaient le manque d'opportunité (73 %) et le dégoût (13 %). Cela suggère que bien plus de 89 % des hommes le pratiqueraient s'ils en avaient l'occasion. « L’adhésion à la précarité de la virilité, le sexisme bienveillant et le sexisme hostile n’influencent pas le recours au cunnilingus. ».

Le cunnilingus est tout aussi fréquent chez les lesbiennes et bisexuelles françaises. En Suisse, en 2012, plus de 95 % des femmes ayant eu des pratiques sexuelles avec des partenaires féminines ont pratiqué le cunnilingus et les deux tiers en font régulièrement.

#### Perception de l'acte

##### Dans la législation
En France, la loi no 2021-478 du 21 avril 2021 visant à protéger les mineurs des crimes et délits sexuels et de l'inceste, élargit l'acte de viol aux actes « bucco-génitaux », en réaction à un arrêt de la Cour de cassation confirmant « l'absence de viol pour un cunnilingus effectué par un adulte sur une jeune fille à défaut d'une introduction suffisamment profonde de la langue pour caractériser un acte de pénétration ».

##### Dans la musique
Au début des années 1980 et 1990, le hip-hop affirme que les hommes noirs ne pratiquent pas le cunnilingus et le considèrent comme dégoûtant et non masculin. Au début des années 1990, certaines rappeuses américaines hardcore choisissent d'investir le thème de la sexualité pour reprendre le contrôle sur leurs corps et reconfigurer les rapports de pouvoir qui, dans le rap américain, font de la femme un objet sexuel. Le caractère hautement érotique du cunnilingus et la nécessité d'une réciprocité dans les pratiques de sexe oral sont ainsi soulignées, par exemple par Khia et Lil’ Kim. Au début des années 2000, les femmes noires américaines sont plus nombreuses à déclarer avoir prodigué du sexe oral à leur partenaire qu'en avoir reçu. Elles reçoivent moins de cunnilingus que les femmes blanches[réf. nécessaire]. Mais, sous l'influence de l'évolution des normes sociétales auxquelles participent les messages sur les réseaux sociaux, les paroles de musique R&B et hip-hop, la réalisation du cunnilingus s'est normalisée autour de 2020 pour les femmes noires.

##### Dans le cinéma pornographique
La plupart des films pornographiques contemporains incluent quelques scènes de cunnilingus, mais l'acte est toujours représenté d'une manière très différente de la fellation, car la pornographie est orientée vers les hommes. Les scènes de cunnilingus sont donc moins longues, sont rarement traitées comme pouvant constituer une scène de sexe complète et impliquent rarement l'orgasme contrairement aux scènes de fellation. Le cunnilingus n’est traité que comme une technique de lubrification préalable à la pénétration et peut mettre en scène des femmes avec une abondante éjaculation féminine, laquelle est plutôt rare et difficile à atteindre. En se focalisant sur une pratique spectaculaire et complexe, la pornographie occulte le plaisir féminin le plus simple.

##### Dans le cinéma grand public
En 1958, Les Amants de Louis Malle, sorti en 1958, est le premier film grand public — il traite de la liberté sexuelle — à mettre en scène un cunnilingus. L'acte n'est qu'évoqué et aucun plan ne montre les organes génitaux. Mais la scène qui montre notamment le plaisir ressenti par Jeanne Moreau scandalise l'opinion conservatrice en Italie, en France et aux États-Unis. Dans les années 1970, les scènes de cunnilingus dans Un frisson dans la nuit (1971), Ne vous retournez pas (1973) et Retour (1978) suscitent également la controverse mais elles marquent un tournant dans le cinéma. Non seulement les désirs sexuels des femmes sont pris en compte, mais surtout des hommes nouveaux, ouverts à l'esprit de leur époque, sont montrés en train d'y répondre.
Les représentations de cunnilingus paraissent être plus courantes au début du XXIe siècle, mais il s'agit probablement d'une tendance générale à davantage montrer des scènes de sexe, et notamment plus seulement la seule pénétration vaginale. Malgré tout, en comparaison de la fellation, le cunnilingus est bien moins fréquent que dans la pornographie. Tout comme dans la pornographie, le cunnilingus est court, n'est que rarement un acte sexuel suffisant pour constituer une scène complète, mais il implique également rarement l'orgasme. Il est généralement un échauffement, un précurseur de la fellation — il s'inscrit alors dans un objectif de réciprocité — ou de rapports pénétratifs. À l'écran, le plaisir masculin est largement prioritaire. Bien que cet acte sexuel puisse être traité pour titiller le voyeurisme du public, sa représentation moins explicite que dans le cinéma pornographique le rend plus susceptible de servir un objectif narratif. Il est évocateur peut être évocateur d'intimité, de subordination masculine, d'autonomisation féminine. L'homme le pratiquant peut apparaître comme un homme sensible, altruiste et progressiste, ayant intériorisé les besoins en terme de plaisir de sa partenaire, et donc plus attachant, voire plus masculin. Il peut également être perçu comme compétent sexuellement si l'acte est mené jusqu'à l'orgasme. Dans certaines scènes, le cunnilingus est montré comme un acte difficile voire épuisant ou alors il est réalisé si parfaitement que la pénétration vaginale n'est pas envisagée. 

L'interdiction initiale aux moins de 17 ans, par la Motion Picture Association of America (MPAA), du visionnage du film Blue Valentine sorti en 2010 en raison d'une scène de cunnilingus entre les personnages principaux démontre que cet acte est toujours perçu comme « troublant » dans la société américaine et que le plaisir sexuel féminin sans l'intervention du pénis suscite encore le débat.

##### Gestuelle du V-lick

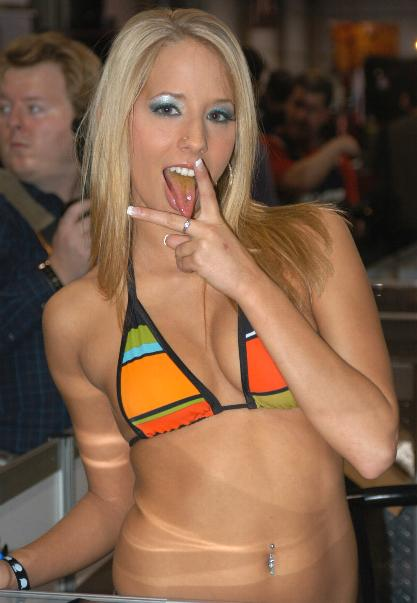
Actrice de film pornographique réalisant le V-lick.

Le geste du V-lick consiste à faire un V avec deux doigts d'une même main tout en glissant la langue entre eux. Il est considéré comme figurant un cunnilingus, les deux doigts représentant les jambes ou les lèvres de la vulve écartées. En faisant référence à la pratique encore taboue du cunnilingus, ce geste peut transmettre l'illusion de la perversion, que la personne qui le réalise y trouve ou non un intérêt réel dans sa réalisation. Il peut faire apparaître celle qui l'a réalisée comme étant quelque peu anti-establishment ou bien sexuelle, sexy et potentiellement libérée. Ayant bâti sa réputation sur son opposition à l'establishment, sur scène, le chanteur Jimi Hendrix donnait souvent des coups de langue lascifs à destination des femmes à une époque où le cunnilingus n'était pratiqué que par des hommes pervers et dépravés.
Pour un homme, faire le geste du léchage de vulve peut avoir pour objectif de s'attirer les bonnes grâces d'un public féminin. Il peut également le présenter comme pro-féminin. Pour une femme présumée hétérosexuelle, il peut donner l'impression « d'une incursion dans les pratiques sexuelles entre personnes de même sexe ».

## Évolution de la pratique dans le reste du monde

### Monde asiatique

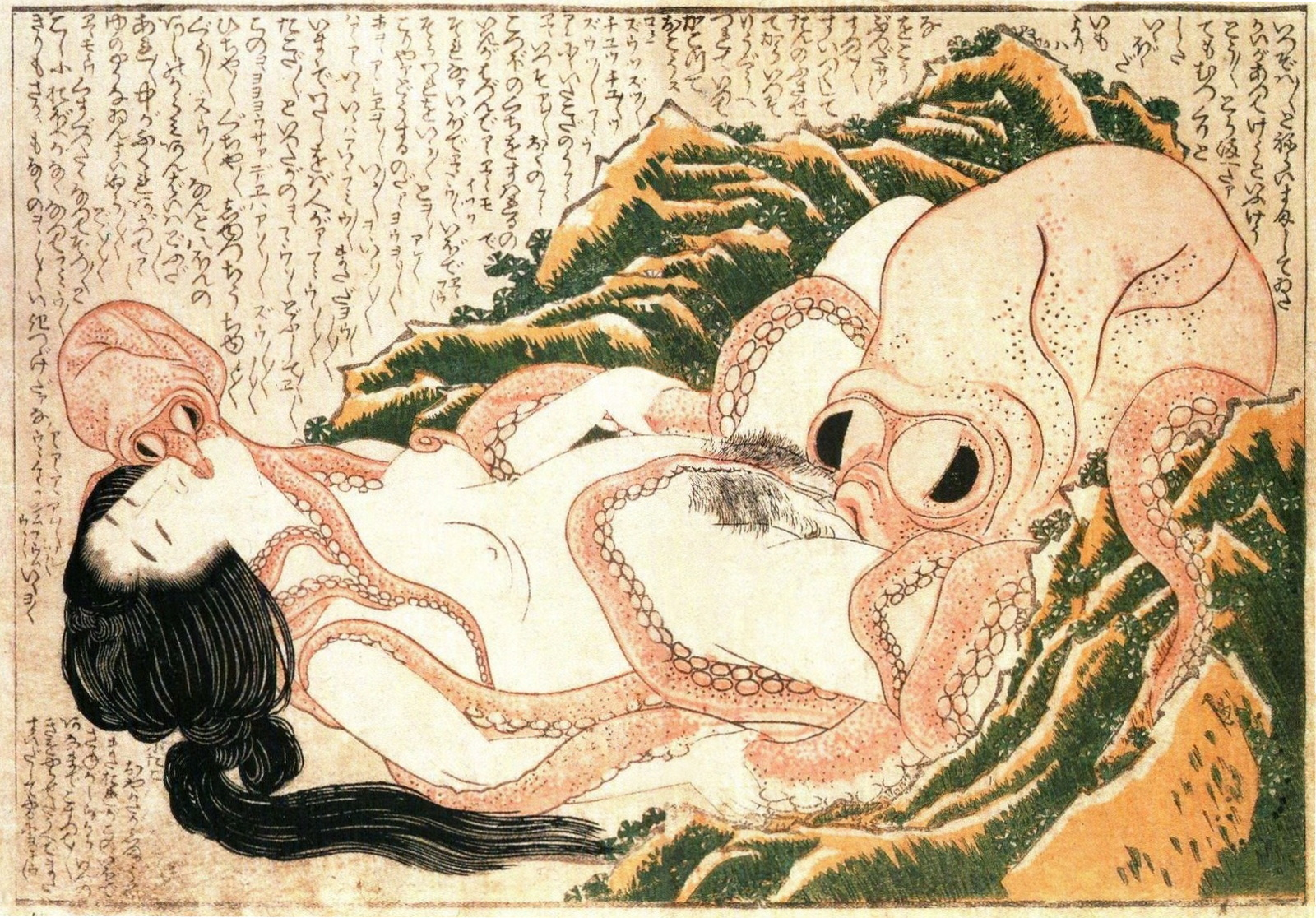
Version japonaise et zoophile du cunnilingus, Le Rêve de la femme du pêcheur, par Hokusai, 1814.

Dans la plupart des sociétés, la liberté sexuelle des femmes est restreinte et leur plaisir sexuel est encadré par de nombreux interdits, voire réprimé. Les rites de mutilation des organes sexuels font qu'une majorité de femmes excisées ne connaissent jamais l'orgasme. Il existe cependant des cultures et traditions qui valorisent explicitement le plaisir sexuel féminin comme les traditions hébraïque, taoïste chinoise, tantrique indienne.
Le cunnilingus a ainsi une place importante dans le taoïsme chinois. Ainsi, celui-ci considère que les fluides corporels sont des fluides vitaux, que les perdre engendre un amoindrissement de la vitalité et que, a contrario, les ingérer permet de recouvrer de cette vitalité, du qi. Cette facette du taoïsme est parfois nommée cyprinologie. Il est compliqué de tracer toutefois l'origine du terme.

« La Grande Médecine des Trois Sommets se trouve dans le corps féminin et se compose de trois sucs ou essences : l’un qui vient de la bouche de la femme, un autre de ses seins et le troisième, le plus puissant, de la Grotte du Tigre Blanc, qui se trouve au pied du Sommet du Champignon Pourpre (le mont de Vénus). »

— Octavio Paz, Conjonctions et disjonctions

Selon Philip Rawson, ces métaphores mi-poétiques mi-médicinales expliquent la popularité du cunnilingus chez les Chinois : 

« La pratique était une excellente méthode pour boire le fluide féminin précieux. »

Mais, idéalement, dans le taoïsme, l’homme n’est pas le seul à tirer profit de cette pratique, la femme bénéficiant également de l’échange de fluides. En mélangeant les liquides mâles et femelles, le taoïste vise à réconcilier les opposés et à renouer avec le temps mythique qui existait avant la séparation des sexes, c'est-à-dire la période primordiale du qi initial. Pour le sinologue Kristofer Schipper, les textes taoïstes sur l'« art de la chambre à coucher » décrivent une « sorte de vampirisme amélioré ». On prétend que l'impératrice Wu Zetian (VIIe siècle) imposait cette pratique aux visiteurs étrangers qui se présentaient à sa cour.
L’historien des religions Mircea Eliade parle d'un désir semblable de dépasser la vieillesse et la mort, et accéder à un état de Nirvâna, dans la pratique hindoue du yoga tantrique.
Le Kamasutra, écrit au IIIe siècle, présente des pratiques simples et populaires d'inspiration tantrique, sans être pornographique. Ce texte, conservateur et basique, loin des raffinements possibles offerts par la tradition tantrique, déconseille certaines pratiques comme la sexualité orale et la masturbation tout en fournissant quelques instructions pour ceux qui voudraient « sucer la mangue ».
Pour les Baruya, le cunnilingus est culturellement inconcevable. En effet, le sperme, source de vie et de force, doit être transmis par l'acte sexuel, vaginal ou oral, aux femmes qu'il nourrit d'une certaine façon, indispensable pour qu'elles conçoivent et nécessaire à la croissance des enfants pendant la grossesse. Le sperme des aînés non mariés est plus tard transmis aux jeunes garçons pour devenir des hommes.

### Monde africain
Chez certaines populations du Gabon, le cunnilingus est strictement interdit aux hommes car il leur est nocif. Il constitue premièrement une remontée à contresens du chemin de la vie. Le vagin d'où provient la vie est pour les hommes le lieu de la mort. Il entraîne en outre un risque d'impuissance sexuelle, l'anéantissement du pouvoir initiatique du bwete et le renversement de la domination masculine. En effet, en mettant sa langue contre le sexe féminin, l'homme permet au pouvoir naturel féminin de la procréation de menacer le pouvoir masculin de la parole.

### Monde insulaire
De nombreuses petites cultures, souvent insulaires, accordent une grande attention au plaisir sexuel féminin.
À Pohnpei, dans les États fédérés de Micronésie, les hommes aiment glisser un petit poisson vivant dans le vagin de leur amante avant de l'aspirer doucement au dehors avec la bouche.
Aux îles Cook, dans le cadre d'une tradition qui n'a pas d'autre objectif que le plaisir sexuel des partenaires, les jeunes garçons adolescents sont initiés dès l’âge de 13 ans aux pratiques sexuelles par des femmes plus âgées. Ils y apprennent notamment l’art du cunnilingus.